# Crypt Records
Crypt Records är ett amerikanskt skivbolag grundat i New York av Tim Warren. Bolaget är kanske mest känt för de åtta volymerna av serien Back From The Grave som samlade obskyr garagerock från sextiotalet. Deras återutgivningar inkluderar också musikstilar som surf, rockabilly, punkrock, exotica, garagepunk, rhythm and blues, och soul. Crypt har också gett ut samtida artister som The Lyres, Jon Spencer Blues Explosion och svenska The Wylde Mammoths. Bolaget har numera sitt huvudkontor i Hamburg.

## Artister
- Los Ass-Draggers
- Bantam Rooster
- The Beguiled
- Cheater Slicks
- Country Teasers
- The Devil Dogs
- The Dirtys
- DMZ
- Fireworks
- The Gories
- The Grave Diggers
- Guitar Wolf
- Thee Headcoats
- The Jon Spencer Blues Explosion
- The Lazy Cowgirls
- The Little Killers
- Lyres
- Thee Mighty Caesars
- New Bomb Turks
- Nine Pound Hammer
- Oblivians
- The Raunch Hands
- The Revelators
- The Real Kids
- Teengenerate
- The Wylde Mammoths